# FV107 Scimitar
Il FV107 Scimitar è un veicolo da ricognizione blindato (talvolta classificato come un carro armato leggero) utilizzato dall'esercito britannico. È stato prodotto dalla Alvis a Coventry. È molto simile al FV101 Scorpion, ma monta un cannone da 30 mm L/21 RARDEN invece di uno da 76 mm. Fu progettato per essere fornito ai reggimenti corazzati del Royal Armored Corps per svolgere il ruolo e i compiti della ricognizione. Ogni reggimento originariamente schierava uno squadrone da ricognizione avanzata su 5 troop, ognuno su 8 Scimitar.

## Sviluppo
Il FV107 Scimitar è una versione della famiglia di veicoli CVR(T), entrata in servizio nel 1971. Inizialmente era propulso da un motore a sei cilindri in linea Jaguar J60 a benzina, di derivazione automobilistica. In seguito, sui mezzi britannici, esso venne rimpiazzato da un motore Diesel Cummins BTA da 5,9 litri, nell'ambito del programma di estensione della vita utile (Life Extension Program, LEP). La vita utile del mezzo è stata nuovamente prolungata nel 2009, in attesa dell'entrata in servizio della famiglia Future Rapid Effect System (FRES), con modifiche che hanno riguardato il sistema di filtraggio dell'aria, miglioramenti del cambio, modifiche dello scafo. All'inizio del 2010 vennero presentati uno Spartan e uno Scimitar ibridi, il cui sviluppo è in corso.

## Impiego operativo
Due troop dello Squadrone B, Blues and Royals, servirono nella guerra delle Falkland, entrambi su 4 FV101 Scorpion e 4 FV107 Scimitar supportati da un FV106 Samson e questi furono gli unici veicoli corazzati impiegati dagli inglesi durante il conflitto. Uno Scimitar venne seriamente danneggiato da una mina terrestre argentina, ma l'equipaggio ne uscì illeso e il veicolo venne recuperato da un Chinook HC.1 e rapidamente reimmesso in servizio dalla sezione della sezione REME aggregata. Scorpion e Scimitar fornirono anche supporto antiaereo con mitragliatrici e cannoni; il 23 maggio 1982 uno Scimitar ha rivendicato un colpo a segno contro uno Skyhawk a 1.000 metri di distanza.
Durante la prima guerra del Golfo, il 1st The Queen's Dragoon Guards operò con gli Scimitar. Un troop ingaggiò e sconfisse dei T-62 irakeni, penetrando la loro corazzatura frontale con i proietti ad abbandono di sabot. Uno Scimitar venne ingaggiato e colpito da un T-55 irakeno, con un colpo che penetrò la blindatura in alluminio senza ferire l'equipaggio.

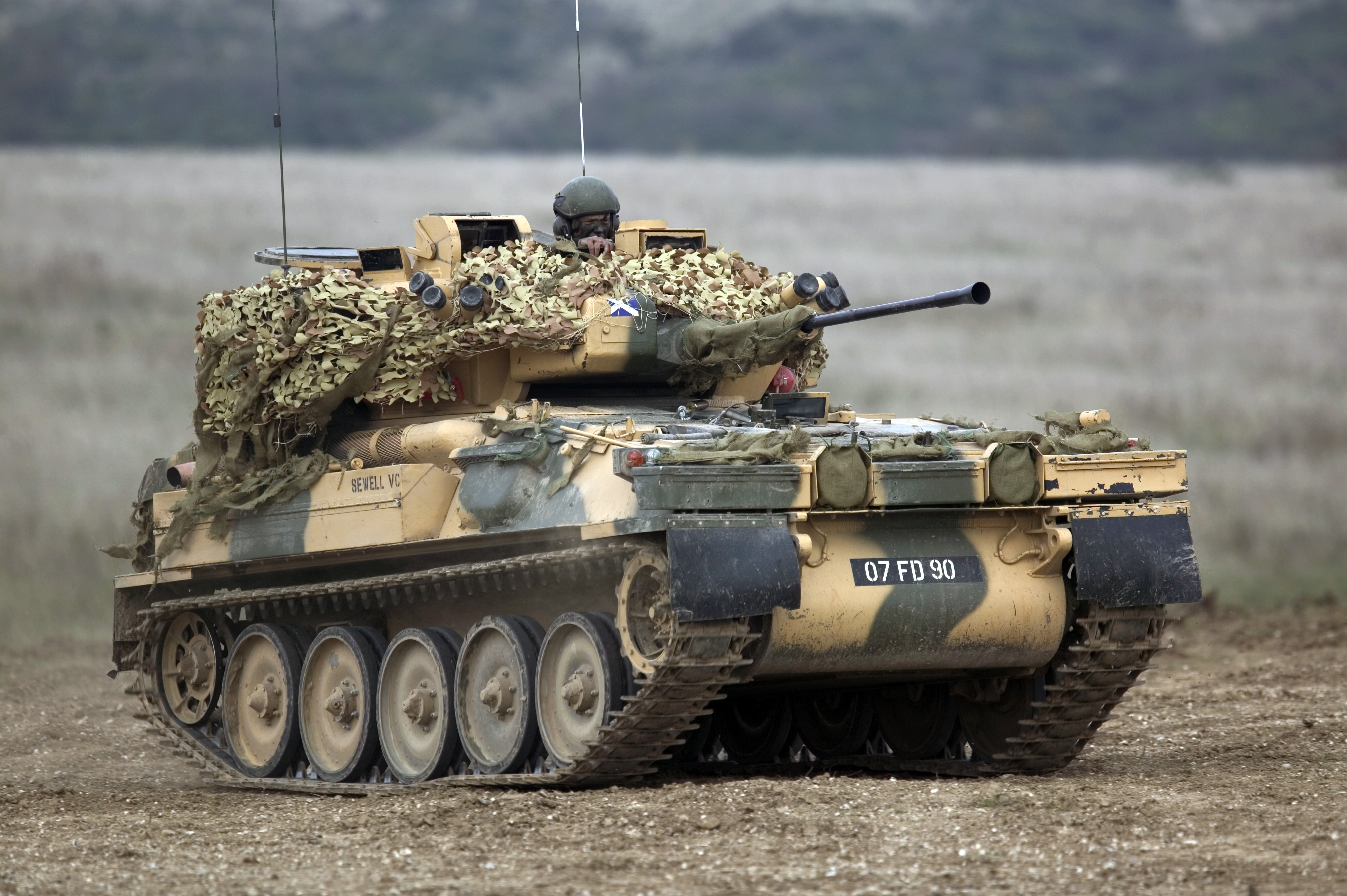
Scimitar Light durante un'esercitazione

Gli Scimitar dello Squadrone C venne impiegato nella battaglia di Al Faw (2003) nei giorni iniziali dell'invasione dell'Iraq. I piani per uno sbarco anfibio vennero abbandonati a causa del estensa presenza di mine delle spiagge, cosicché i mezzi penetrarono in Iraq via terra.
In Afghanistan, gli Scimitar vennero dispiegati durante l'Operazione Herrick, sia in troop standard che inseriti in troop compositi insieme agli Jackal, fornendo potenza di fuoco complementare all'alta mobilità di questi ultimi.

## Scimitar Mk II
Nell'ambito di un programma di riduzione del rischio, nel dicembre 2010 venne assegnato un contatto per lo sviluppo, il test e la gestione di uno Scimitar aggiornato. Il programma venne intrapreso dalla divisione veicoli militari della BAE Systems, che ordinò la realizzazione di 50 veicoli alla vicina Defence Supporto Group (DSG), completta nel 2012. Lo Scimitar Mark 2 è uno dei cinque CVR(T) migliorati.
Il nuovo modello incorporava le seguenti migliorie:
- scafo rimodellato per offrire una migliore protezione anti-mina
- corazzatura migliorata per aumentare la resistenza a esplosioni e proiettili
- sedili anti-mina sospesi al soffitto
- ergonomia migliorata per l'equipaggio
- riduzione dei costi di manutenzione e di vita utile

Il veicolo fu rimotorizzato con un turbodiesel Cummins BTA da 5,9 litri e cambio automatico David Brown TN15E+. Oltre a fornire energia al sistema di condizionamento, il nuovo e più efficiente motore estendeva il raggio d'azione operativo del veicolo, mentre gli interni riprogettati consentirono il riposizionamento dei serbatori di carburante in posizione meno vulnerabile a esplosioni e proiettili.
Il nuovo gruppo motopropulsore prometteva supporto e manutensione semplificate nel corso della vita operativa, ammortizzatori migliorati incrementavano il comfort dell'equipaggio, riducevano l'usura del mezzo e miglioravano la mobilità tattica del veicolo, a scapito di un aumento del peso a 12 t.
La BAE Systems ha proposto ruote portanti migliorate, nuovi cingoli metallici con chilometraggio garantito (che dovrebbero ridurre i costi di esercizio) e nuovi cingoli di gomma, che riducono significativamente sia le vibrazioni che il rumore, consentendo all'equipaggio di operare più efficacemente e più a lungo, riducendo l'impronta acustica del mezzo.

## Caratteristiche tecniche
- Altezza da terra: 0,35 m
- Armamento principale: cannone da 30 mm L/21 RARDEN (cadenza di tiro fino a 90 colpi/minuto)
- Tipi di munizioni:
  - Alto esplosivo incendiario (HEI)
  - Alto Esplosivo (HE)
  - Proiettile perforante (AP)
  - Armour Piercing Secondary Effects (APSE)
  - Armour-piercing Discarding Sabot (APDS-T)
- Armamento secondario: 
  - 1 × mitragliatrice L37A1 calibro 7,62 mm
  - 2 × lanciagranate quadrinati
- Riserva munizioni:
  - 30 mm: 165 colpi
  - 7,62 mm: 2.000 colpi
- Il veicolo è equipaggiato con sistema di ventilazione forzata, cosicché all'equipaggio può operare in ambiente contaminato da minacce NBC. Anche per questo motivo il mezzo è dotato di bollitore, per preparare pasti e bevande calde[9].

## Utilizzatori

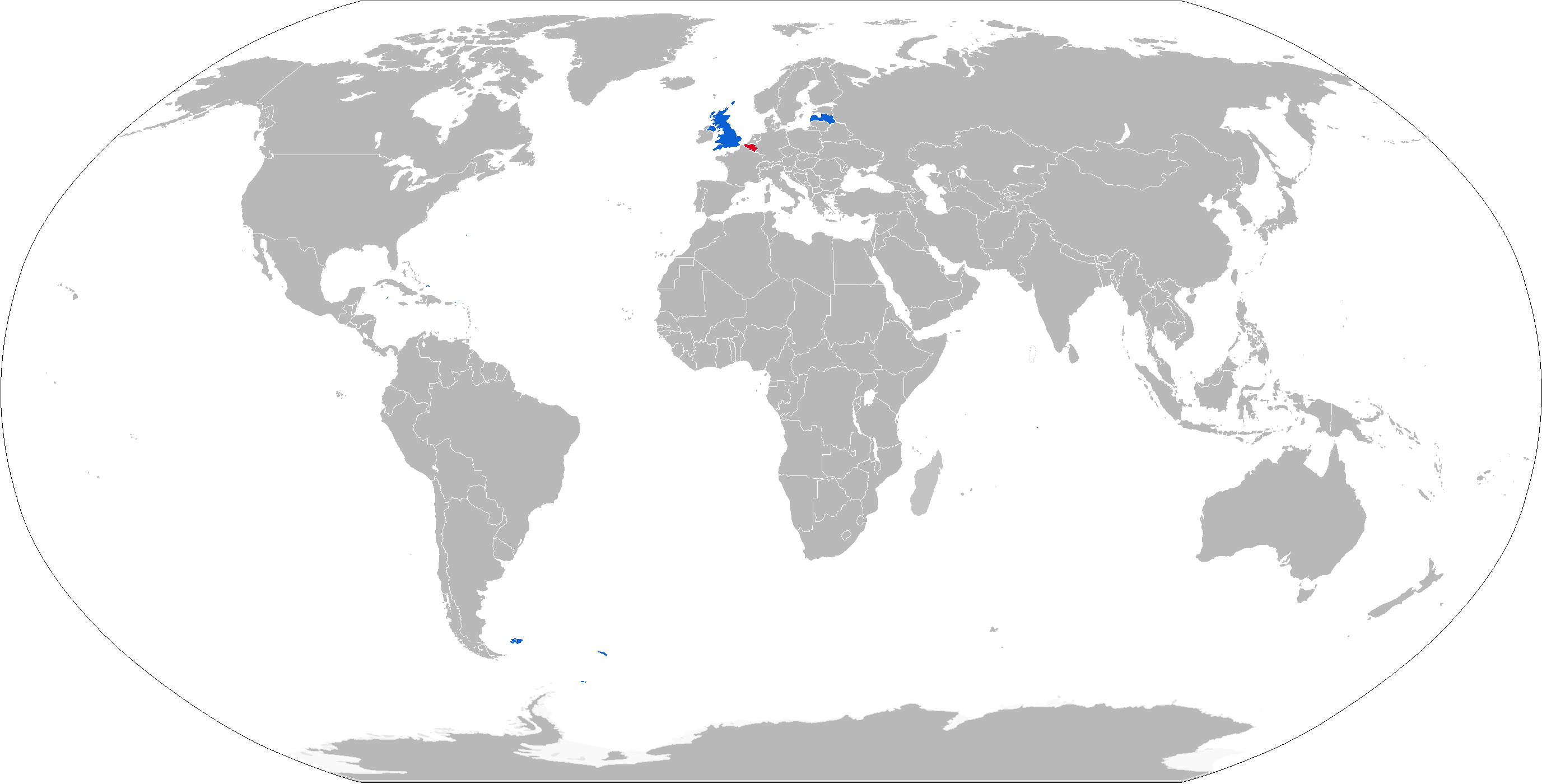
Mappa degli utilizzatori attuali in blu e passati in rosso.

### Utilizzatori attuali

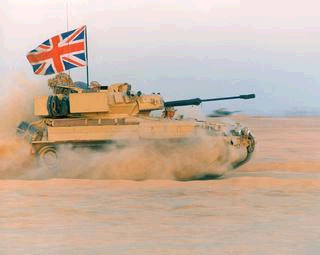
Un FV107 Scimitar in livrea mimetica desertica.

- Regno Unito – 325 esemplari[10], assegnati a tre reggimenti da ricognizione del British Army. Dopo la revisione strategica del 2010, alcuni reggimenti hanno visto i loro carri armati Challenger 2 sostituiti dagli Scimitar. La dismissione del mezzo è prevista per il 2023[11].
- Lettonia - 123 esemplari. Nel settembre 2014 il Paese ha firmato un contratto con il Regno Unito per l'acquisto di mezzi destinati a un programma di aggiornamento delle brigate di fanteria meccanizzata.

### Utilizzatori passati
- Belgio – 141 esemplari[12], ritirati dal servizio attivo nel 2004[13].